# ریکلینگ
ریکلینگ (به آلمانی: Rickling) یک شهر در آلمان است که در زگه‌برگ واقع شده‌است. ریکلینگ ۳٬۱۳۴ نفر جمعیت دارد.